# Neckeropsis undulata
Neckeropsis undulata là một loài Rêu trong họ Neckeraceae. Loài này được (Hedw.) Reichardt miêu tả khoa học đầu tiên năm 1870.